# (479) Caprera
(479) Caprera es un asteroide perteneciente al cinturón de asteroides descubierto el 12 de noviembre de 1901 por Luigi Carnera desde el observatorio de Heidelberg-Königstuhl, Alemania.
Está nombrado por Caprera, una isla al norte de Cerdeña.